# Брусянка (Тульская область)
Брусянка — деревня в Узловском районе Тульской области России.
В рамках административно-территориального устройства относится к Хитровской сельской администрации Узловского района, в рамках организации местного самоуправления входит в Шахтёрское сельское поселение.
На 2022 год в деревне улиц или переулков не числится.

## Население
| 2010 |
| ---- |
| 14   |